# 岡山県道35号倉敷成羽線
岡山県道35号倉敷成羽線（おかやまけんどう35ごう くらしき なりわせん）とは、岡山県倉敷市玉島地区と高梁市成羽地区を結ぶ県道（主要地方道）である。

## 概要
倉敷市の玉島地区と高梁市の成羽地区を結ぶ南北幹線。

### 路線データ
- 起点：岡山県倉敷市玉島阿賀崎4丁目（国道429号・岡山県道47号倉敷長浜笠岡線交点）
- 終点：岡山県高梁市成羽町下原（国道313号交点）

## 歴史
- 1993年（平成5年）5月11日 - 建設省から、県道倉敷成羽線が倉敷成羽線として主要地方道に指定される[1]。
- 2011年（平成23年）1月24日 
 倉敷市の玉島道口 ‐ 玉島八島間においてバイパスが供用開始。倉敷市内における1.5車線区間が解消される。

## 路線状況
井原市内に最高所の梨ノ木峠があるが、倉敷市 - 矢掛町境でも富トンネルで低い峠をパスしている。
大型車同士の離合が困難な個所がいくらか残るものの、普通車以下の四輪車や二輪車の通行にはそれほど支障はない幅員が確保されている。ただし、道路の規格が古いため、車線幅が狭く、片側2.75mの車線幅の区間や急なカーブが多く、全線の利用には向かない。玉島地区と成羽地区の連絡は、岡山県道54号倉敷美袋線等を利用したほうが道路状況はよい。

### 重複区間
- 岡山県道60号倉敷笠岡線（倉敷市玉島八島 - 倉敷市玉島道口）
- 国道486号（矢掛町東三成 - 矢掛町小林）
- 岡山県道166号美袋井原線（井原市美星町宇戸谷）

### 並行する旧街道
玉島往来（国道486号以南）
山陽道（国道486号重複区間）
松山往来（国道486号以北）
注：旧街道の名称は、矢掛町においての呼び名であり、倉敷市側においては玉島往来を「松山往来」または「矢掛往来」、高梁市側においては松山往来を「玉島往来」または「矢掛往来」と呼ぶ。
成羽往来（岡山県道48号笠岡美星線以北）
別名を魚仲仕の道、魚道（ととみち）とも呼び、笠岡の港（現：笠岡港。）より三山（現：井原市美星町三山。）を経て、吹屋（現：高梁市成羽町吹屋 吹屋ふるさと村。）へ魚を運んでいた道。

## 地理

### 通過する自治体
- 倉敷市
- 小田郡矢掛町
- 井原市
- 高梁市

### 交差する道路
| 路線名                               | 所在地                 | 交差点名   | 備考                              |
| ------------------------------------ | ---------------------- | ---------- | --------------------------------- |
| 国道429号 岡山県道47号倉敷長浜笠岡線 | 倉敷市玉島阿賀崎四丁目 | 変電所前   |                                   |
| 国道2号                              | 倉敷市玉島八島         |            | 倉敷市道を介して接続。            |
| 岡山県道60号倉敷笠岡線               | 倉敷市玉島八島         |            |                                   |
| 岡山県道60号倉敷笠岡線               | 倉敷市玉島八島         | 八島       |                                   |
| 広域営農団地農道備南地区             | 倉敷市玉島道口         |            |                                   |
| 岡山県道282号市場青木線              | 小田郡矢掛町横谷       |            |                                   |
| 国道486号                            | 小田郡矢掛町東三成     | 中村橋北詰 | 〈屈折〉                          |
| 岡山県道64号矢掛寄島線               | 小田郡矢掛町矢掛       | 元町       | 国道486重複区間。                 |
| 国道486号                            | 小田郡矢掛町小林       | 西町       | 〈屈折〉                          |
| 岡山県道80号上高末総社線             | 小田郡矢掛町下高末     |            |                                   |
| 岡山県道166号美袋井原線              | 井原市美星町宇戸谷     |            |                                   |
| 岡山県道293号宇戸谷高梁線            | 井原市美星町宇戸谷     |            | 岡山県道166号美袋井原線重複区間。 |
| 岡山県道166号美袋井原線              | 井原市美星町宇戸谷     |            |                                   |
| 岡山県道48号笠岡美星線               | 井原市美星町明治       |            |                                   |
| 国道313号                            | 高梁市成羽町下原       | 日名口     |                                   |

### 沿線にある施設など
- 円通寺公園（倉敷市）
- 矢掛本陣 / 旧山陽道および旧松山往来の町並み（矢掛町）
- 鬼ヶ嶽（井原市）
- 成羽町の町並み（高梁市）

### 祭り・催し
- 矢掛宿場祭り・大名行列 （毎年11月第2日曜日）